# Unione Territoriale Intercomunale Agro Aquileiese
L'Unione Territoriale Intercomunale Agro Aquileiese è stato un ente amministrativo e territoriale istituito nel 2016, contestualmente alla cessazione delle province della regione Friuli-Venezia Giulia. È stata soppressa nel 2020 ai sensi della legge regionale 21/2019. Prende il nome dalla zona della campagna attorno alla città di Aquileia.
| Stemma | Comune                     | Popolazione | Superficie | Altitudine |
| ------ | -------------------------- | ----------- | ---------- | ---------- |
|        | Aiello del Friuli          | 2 220       | 13,35      | 18         |
|        | Aquileia                   | 3 268       | 37,44      | 5          |
|        | Bagnaria Arsa              | 3 467       | 19,23      | 20         |
|        | Bicinicco                  | 1 832       | 16,01      | 36         |
|        | Campolongo Tapogliano      | 1 141       | 11,02      | 16         |
|        | Cervignano del Friuli      | 13 760      | 29,17      | 2          |
|        | Chiopris-Viscone           | 647         | 9,21       | 33         |
|        | Fiumicello Villa Vicentina | 6 273       | 28,80      | 6          |
|        | Gonars*                    | 4 668       | 19,82      | 21         |
|        | Palmanova                  | 5 379       | 13,3       | 27         |
|        | Ruda                       | 2 861       | 19,47      | 12         |
|        | San Vito al Torre*         | 1 246       | 11,92      | 17         |
|        | Santa Maria la Longa*      | 2 322       | 19,6       | 38         |
|        | Terzo di Aquileia          | 2 798       | 28,36      | 5          |
|        | Torviscosa                 | 2 788       | 48,62      | 3          |
|        | Trivignano Udinese*        | 1 624       | 18,46      | 43         |
|        | Visco*                     | 799         | 3,52       | 27         |

(*) I comuni contrassegnati non hanno mai sottoscritto lo statuto della relativa unione terriroriale di appartenenza.